# Alcides Báez
Alcides Antonio Báez Fleytas (Asunción, 17 gennaio 1947 – 8 ottobre 2023) è stato un calciatore paraguaiano, di ruolo portiere.

## Carriera

### Club
Ha giocato in Paraguay con Cerro Porteño e Libertad e in Spagna con il Tenerife.

### Nazionale
Con la nazionale paraguaiana vinse la Copa América 1979.

## Palmarès

### Club

#### Competizioni nazionali
- Campionato paraguaiano: 3

Cerro Porteño: 1973, 1974
Libertad: 1976